# Нововасилівська сільська рада (Снігурівський район)
Нововаси́лівська сільська́ ра́да — орган місцевого самоврядування у Снігурівському районі Миколаївської області. Адміністративний центр — село Нововасилівка.

## Загальні відомості
- Населення ради: 2 202 особи (станом на 2001 рік)

## Населені пункти
Сільській раді підпорядковані населені пункти:
- с. Нововасилівка
- с. Галаганівка
- с. Єлизаветівка
- с. Новокондакове
- с-ще Ясна Поляна

## Склад ради
Рада складається з 18 депутатів та голови.
- Голова ради: Коваленко Олександр Володимирович
- Секретар ради: Червона Світлана Вікторівна

### Керівний склад попередніх скликань
| Прізвище, ім'я, по батькові       | Основні відомості                                                                       | Дата обрання | Дата звільнення |
| --------------------------------- | --------------------------------------------------------------------------------------- | ------------ | --------------- |
| Коваленко Олександр Володимирович | Сільський голова, 1966 року народження, освіта середня спеціальна, безпартійний         | 26.03.2006   | 31.10.2010      |
| Коваленко Олександр Володимирович | Сільський голова, 1966 року народження, освіта середня спеціальна, член Партії регіонів | 31.10.2010   |                 |

Примітка: таблиця складена за даними сайту Верховної Ради України

### Депутати
За результатами місцевих виборів 2010 року депутатами ради стали:

#### За суб'єктами висування
| Суб'єкт висування                 | Кількість обраних депутатів | %    |
| --------------------------------- | --------------------------- | ---- |
| Партія регіонів                   | 6                           | 33,3 |
| Самовисування                     | 6                           | 33,3 |
| Політична партія «Сильна Україна» | 5                           | 27,8 |
| Комуністична партія України       | 1                           | 5,6  |

#### За округами
| № округу                          | Прізвище, ім'я, по батькові      | Дата визнання обраним | Освіта             | Партійна приналежність                        | Відомості про обраного депутата                          |
| --------------------------------- | -------------------------------- | --------------------- | ------------------ | --------------------------------------------- | -------------------------------------------------------- |
| Комуністична партія України       |                                  |                       |                    |                                               |                                                          |
| 6                                 | Смикун Олена Георгіївна          | 04.11.2010            | середня спеціальна | член Комуністичної партії України             | тимчасово не працює                                      |
| Партія регіонів                   |                                  |                       |                    |                                               |                                                          |
| 1                                 | Мовчан Валентина Валентинівна    | 04.11.2010            | вища               | член Партії регіонів                          | Нововасилівська загальноосвітня школа I-III ст., вчитель |
| 2                                 | Чистяков Олена Олександрівнаа    | 04.11.2010            | середня спеціальна | член Партії регіонів                          | Березнегуватська УЕГГ, контролер                         |
| 4                                 | Назаров Олександр Васильович     | 04.11.2010            | вища               | член Партії регіонів                          | тимчасово не працює                                      |
| 11                                | Подубієнко Іван Семенович        | 04.11.2010            | вища               | позапартійний                                 | пенсіонер                                                |
| 13                                | Сабкова Оксана Михайлівна        | 04.11.2010            | середня спеціальна | позапартійна                                  | тимчасово не працює                                      |
| 18                                | Курбат Геннадій Володимирович    | 04.11.2010            | середня            | член Партії регіонів                          | тимчасово не працює                                      |
| Політична партія «Сильна Україна» |                                  |                       |                    |                                               |                                                          |
| 3                                 | Пічугіна Вікторія Вікторівна     | 04.11.2010            | середня спеціальна | член Політичної партії «Сильна Україна»       | Нововасилівська сільська рада, касир                     |
| 7                                 | Червона Світлана Вікторівна      | 04.11.2010            | вища               | член Політичної партії «Сильна Україна»       | Нововасилівська сільська рада, секретар                  |
| 8                                 | Гаран Любов Михайлівна           | 04.11.2010            | середня            | член Політичної партії «Сильна Україна»       | КП «Первоцвіт», директор                                 |
| 10                                | Гончаренко Світлана Анатоліївна  | 04.11.2010            | вища               | член Політичної партії «Сильна Україна»       | тимчасово не працює                                      |
| 14                                | Гуран Сергій Володимирович       | 04.11.2010            | вища               | член Політичної партії «Сильна Україна»       | Галаганівська загальноосвітня школа I-III ст., вчитель   |
| Самовисування                     |                                  |                       |                    |                                               |                                                          |
| 5                                 | Бульба Діна Іванівна             | 04.11.2010            | вища               | член Всеукраїнського об'єднання «Батьківщина» | приватний підприємець                                    |
| 9                                 | Коваленко Антоніна Броніславівна | 04.11.2010            | середня спеціальна | позапартійна                                  | Снігурівська ЦРЛ, медсестра                              |
| 12                                | Казан Віктор Миколайович         | 04.11.2010            | середня            | член Комуністичної партії України             | тимчасово не працює                                      |
| 15                                | Котова Олена Іванівна            | 04.11.2010            | вища               | позапартійна                                  | тимчасово не працює                                      |
| 16                                | Коломєць Галина Михайлівнао      | 04.11.2010            | вища               | позапартійна                                  | Галаганівська загальноосвітня школа I-III ст., вчитель   |
| 17                                | Семенюк Олександр Васильович     | 04.11.2010            | середня спеціальна | позапартійний                                 | Херсонська ВК № 10, молодший інспектор                   |